# واومیله
واومیله (به فرانسوی: Vaumeilh) یک کمون در فرانسه است که در Canton of La Motte-du-Caire واقع شده‌است.

## خصوصیات
واومیله ۲۵٫۵۲ کیلومترمربع مساحت و ۲۷۲ نفر جمعیت دارد و ۶۰۰ متر بالاتر از سطح دریا واقع شده‌است.